# Arthur Nobile
Arthur Nobile (* 6. Mai 1920 in Newark, New Jersey; † 13. Januar 2004) war ein US-amerikanischer Mikrobiologe. Er ist bekannt für die Entwicklung von Prednison und Prednisolon.
Nobile wuchs in Belleville auf. Nach dem Wehrdienst bei der Air Force auf den Philippinen studierte an der University of California, Berkeley mit dem Bachelor-Abschluss 1950. Danach war er als Mikrobiologe in der Pharmaindustrie tätig. Anfang der 1950er Jahre entwickelte er bei Schering-Plough Prednison und Prednisolon. Es fand breite Verwendung als Immunsuppressivum. Zuletzt lebte er in Midlothian.
2007 wurde er in die National Inventors Hall of Fame aufgenommen.